# Tournoi masculin de goalball aux Jeux paralympiques d'été de 2024
Cet article traite de l'épreuve masculine. Pour la compétition féminine, voir Tournoi féminin de goalball aux Jeux paralympiques d'été de 2024.
Pour un article plus général, voir Goalball aux Jeux paralympiques d'été de 2024.
Navigation
Tokyo 2020 Los Angeles 2028
Le tournoi paralympique masculin 2024 de goalball est l'épreuve masculine de goalball des Jeux paralympiques d'été de 2024 organisés à Paris. Le tournoi se déroulera à Paris Expo Porte de Versailles du 29 août au 5 septembre 2024.

## Qualifications
Les huit équipes se sont qualifiées comme suit :
| Compétition                          | Date                | Lieu                    | Places | Qualifiés    |
| ------------------------------------ | ------------------- | ----------------------- | ------ | ------------ |
| Pays organisateur                    | Pays organisateur   | Pays organisateur       | 1      | France       |
| Championnat du monde Goalball 2022   | 5-17 décembre 2022  | Matosinhos, Portugal    | 2      | Brésil Chine |
| Jeux mondiaux IBSA 2023              | 18-27 août 2023     | Birmingham, Royaume-Uni | 1      | Japon        |
| Jeux parapanaméricains de 2023       | 17-26 novembre 2023 | Santiago, Chili         | 1      | États-Unis   |
| Championnat IBSA d'Asie-Océanie 2023 | 10-19 novembre 2023 | Hangzhou, Chine         | 1      | Iran         |
| Championnat IBSA d'Afrique 2023      | 8-15 décembre 2023  | Le Caire, Égypte        | 1      | Égypte       |
| Championnat IBSA d'Europe 2023       | 6-17 décembre 2023  | Podgorica, Monténégro   | 1      | Ukraine      |
| Total                                | Total               | Total                   | 8      |              |

## Phase de poule

### Groupe A
| Rang | Équipe     | Pts | J | G | N | P | Bp | Bc | Diff |
| ---- | ---------- | --- | - | - | - | - | -- | -- | ---- |
| 1    | Brésil     | 7   | 3 | 2 | 1 | 0 | 28 | 20 | +8   |
| 2    | États-Unis | 6   | 3 | 1 | 0 | 1 | 27 | 24 | +3   |
| 3    | Iran       | 4   | 3 | 1 | 1 | 0 | 26 | 29 | -3   |
| 4    | France     | 0   | 3 | 0 | 0 | 3 | 17 | 25 | -8   |

| Match | Date                  | Équipe 1   | Résultat | Équipe 2   |
| ----- | --------------------- | ---------- | -------- | ---------- |
| 3     | 29 août à 17h30       | Brésil     | 8 - 5    | France     |
| 4     | 30 août à 9h00        | États-Unis | 8 - 13   | Brésil     |
| 5     | 30 août à 13h15       | France     | 8 - 12   | Iran       |
| 8     | 31 août à 13h15       | États-Unis | 5 - 4    | France     |
| 9     | 31 août à 17h30       | Brésil     | 7 - 7    | Iran       |
| 11    | 1er septembre à 13h15 | Iran       | 7 - 14   | États-Unis |

### Groupe B
| Rang | Équipe  | Pts | J | G | N | P | Bp | Bc | Diff |
| ---- | ------- | --- | - | - | - | - | -- | -- | ---- |
| 1    | Chine   | 9   | 3 | 3 | 0 | 0 | 20 | 11 | +9   |
| 2    | Ukraine | 6   | 3 | 2 | 0 | 0 | 16 | 17 | -1   |
| 3    | Japon   | 3   | 3 | 0 | 0 | 2 | 25 | 17 | +8   |
| 4    | Égypte  | 0   | 3 | 0 | 0 | 3 | 8  | 24 | -16  |

| Match | Date                  | Équipe 1 | Résultat | Équipe 2 |
| ----- | --------------------- | -------- | -------- | -------- |
| 1     | 29 août à 9h00        | Chine    | 7 - 6    | Japon    |
| 2     | 29 août à 13h15       | Ukraine  | 6 - 3    | Égypte   |
| 6     | 30 août à 17h30       | Japon    | 8 - 9    | Ukraine  |
| 7     | 31 août à 9h00        | Égypte   | 4 - 7    | Chine    |
| 10    | 1er septembre à 9h00  | Égypte   | 1 - 11   | Japon    |
| 12    | 1er septembre à 17h30 | Chine    | 6 - 1    | Ukraine  |

## Phase finale
|  | Quarts de finale    | Quarts de finale    |                     |                     | Demi-finales           | Demi-finales           |    |  | Finale              | Finale              |
|  | Quarts de finale    | Quarts de finale    |                     |                     | Demi-finales           | Demi-finales           |    |  | Finale              | Finale              |
|  |                     |                     |                     |                     |                        |                        |    |  |                     |                     |
|  | 2 septembre à 13h15 | 2 septembre à 13h15 |                     |                     | 4 septembre à 13h30    | 4 septembre à 13h30    |    |  | 5 septembre à 19h30 | 5 septembre à 19h30 |
|  | 2 septembre à 13h15 | 2 septembre à 13h15 |                     |                     | 4 septembre à 13h30    | 4 septembre à 13h30    |    |  | 5 septembre à 19h30 | 5 septembre à 19h30 |
|  | Brésil              | 10                  |                     |                     | 4 septembre à 13h30    | 4 septembre à 13h30    |    |  | 5 septembre à 19h30 | 5 septembre à 19h30 |
|  | Brésil              | 10                  |                     |                     | 4 septembre à 13h30    | 4 septembre à 13h30    |    |  | 5 septembre à 19h30 | 5 septembre à 19h30 |
|  | Égypte              | 0                   |                     |                     | 4 septembre à 13h30    | 4 septembre à 13h30    |    |  | 5 septembre à 19h30 | 5 septembre à 19h30 |
|  | Égypte              | 0                   | Brésil              | 4                   |                        |                        |    |  | 5 septembre à 19h30 | 5 septembre à 19h30 |
|  | 2 septembre à 15h00 |                     | Brésil              | 4                   |                        |                        |    |  | 5 septembre à 19h30 | 5 septembre à 19h30 |
|  |                     | Ukraine             | 6                   |                     |                        |                        |    |  | 5 septembre à 19h30 | 5 septembre à 19h30 |
|  | Ukraine             | Ukraine             | 6                   | 6                   |                        |                        |    |  | 5 septembre à 19h30 | 5 septembre à 19h30 |
|  | Ukraine             |                     |                     | 6                   |                        |                        |    |  | 5 septembre à 19h30 | 5 septembre à 19h30 |
|  | Iran                | 3                   |                     |                     |                        |                        |    |  | 5 septembre à 19h30 | 5 septembre à 19h30 |
|  | Iran                | 3                   | Ukraine             |                     |                        |                        |    |  |                     |                     |
|  | 2 septembre à 17h45 |                     |                     |                     |                        |                        |    |  |                     |                     |
|  |                     | Japon               |                     |                     |                        |                        |    |  |                     |                     |
|  | Chine               | 12                  |                     |                     |                        |                        |    |  |                     |                     |
|  | Chine               | 12                  | 4 septembre à 18h00 |                     |                        |                        |    |  |                     |                     |
|  | France              | 2                   |                     |                     |                        |                        |    |  |                     |                     |
|  | France              | 2                   | Chine               | 5                   |                        |                        |    |  |                     |                     |
|  | 2 septembre à 19h30 | 2 septembre à 19h30 | Chine               | 5                   | Match pour la 3e place | Match pour la 3e place |    |  |                     |                     |
|  | 2 septembre à 19h30 | 2 septembre à 19h30 |                     | Japon               | Match pour la 3e place | Match pour la 3e place | 13 |  |                     |                     |
|  | États-Unis          | 4                   | 5 septembre à 13h15 | 5 septembre à 13h15 |                        |                        | 13 |  |                     |                     |
|  | États-Unis          | 4                   | 5 septembre à 13h15 | 5 septembre à 13h15 |                        |                        |    |  |                     |                     |
|  | Japon               | 6                   |                     | Brésil              |                        |                        |    |  |                     |                     |
|  | Japon               | 6                   |                     | Brésil              |                        |                        |    |  |                     |                     |
|  |                     |                     |                     |                     |                        |                        |    |  | Chine               |                     |
|  |                     |                     |                     |                     |                        |                        |    |  |                     |                     |

|  | 5e place            |   |
|  |                     |   |
|  | 3 septembre à 10h45 |   |
|  |                     |   |
|  | États-Unis          | 3 |
|  | États-Unis          | 3 |
|  | Iran                | 4 |
|  | Iran                | 4 |

|  | 7e place           |   |
|  |                    |   |
|  | 3 septembre à 9h00 |   |
|  |                    |   |
|  | France             | 6 |
|  | France             | 6 |
|  | Égypte             | 4 |
|  | Égypte             | 4 |

### Quarts de finale
| 2 septembre         | Brésil               | 10 - 0  | Égypte | Arena Paris Sud 6, Paris                      |                                               |
| 13 h 15 (UTC+02:00) | Josemarcio Sousa (3) | (5 - 0) |        | Arbitrage : Antonios Chistodoulos Sarah Kuper | Arbitrage : Antonios Chistodoulos Sarah Kuper |
| 13 h 15 (UTC+02:00) | Rapport              |         |        | Arbitrage : Antonios Chistodoulos Sarah Kuper | Arbitrage : Antonios Chistodoulos Sarah Kuper |

| 2 septembre         | Ukraine           | 6 - 3   | Iran                    | Arena Paris Sud 6, Paris               |                                        |
| 15 h 00 (UTC+02:00) | Vasyl Oliinyk (4) | (3 - 1) | Nematollah Sarafraz (3) | Arbitrage : Azhi Mahmood Raquel Aguado | Arbitrage : Azhi Mahmood Raquel Aguado |
| 15 h 00 (UTC+02:00) | Rapport           |         |                         | Arbitrage : Azhi Mahmood Raquel Aguado | Arbitrage : Azhi Mahmood Raquel Aguado |

| 2 septembre         | Chine             | 12 - 2  | France          | Arena Paris Sud 6, Paris                   |                                            |
| 17 h 45 (UTC+02:00) | Yang Minyuan (11) | (7 - 1) | Nabil Baich (2) | Arbitrage : Patrik Larsson Claude Dagenais | Arbitrage : Patrik Larsson Claude Dagenais |
| 17 h 45 (UTC+02:00) | Rapport           |         |                 | Arbitrage : Patrik Larsson Claude Dagenais | Arbitrage : Patrik Larsson Claude Dagenais |

| 2 septembre         | États-Unis        | 4 - 6   | Japon                | Arena Paris Sud 6, Paris                     |                                              |
| 19 h 30 (UTC+02:00) | Young, Merren (2) | (2 - 3) | Kaneko, Miyajiki (3) | Arbitrage : Juha Vuokila Romualdas Vaitiekus | Arbitrage : Juha Vuokila Romualdas Vaitiekus |
| 19 h 30 (UTC+02:00) | Rapport           |         |                      | Arbitrage : Juha Vuokila Romualdas Vaitiekus | Arbitrage : Juha Vuokila Romualdas Vaitiekus |

### Match pour la7eplace
| 3 septembre        | France             | 6 - 4   | Égypte             | Arena Paris Sud 6, Paris |  |
| 9 h 00 (UTC+02:00) | Boualia, Baich (2) | (5 - 3) | Mohamed, Awwad (2) |                          |  |
| 9 h 00 (UTC+02:00) | Rapport            |         |                    |                          |  |

### Match pour la5eplace
| 3 septembre         | États-Unis | 3 - 4   | Iran                        | Arena Paris Sud 6, Paris |  |
| 10 h 45 (UTC+02:00) | King (2)   | (1 - 2) | Jafari, Parnia Jomairan (2) |                          |  |
| 10 h 45 (UTC+02:00) | Rapport    |         |                             |                          |  |

### Demi-finales
| 4 septembre         | Brésil     | 4 - 6   | Ukraine     | Arena Paris Sud 6, Paris |  |
| 13 h 30 (UTC+02:00) | Moreno (3) | (2 - 3) | Oliinyk (5) |                          |  |
| 13 h 30 (UTC+02:00) | Rapport    |         |             |                          |  |

| 4 septembre         | Chine   | 5 - 13  | Japon           | Arena Paris Sud 6, Paris |  |
| 18 h 00 (UTC+02:00) | Yang    | (2 - 8) | Kaneko (8)1 (3) |                          |  |
| 18 h 00 (UTC+02:00) | Rapport |         |                 |                          |  |

### Match pour la médaille de bronze
| 5 septembre         | Brésil     | 5 - 3   | Chine  | Arena Paris Sud 6, Paris                 |                                          |
| 13 h 15 (UTC+02:00) | Moreno (3) | (1 - 0) | Yu (2) | Arbitrage : Manar Obeidat / Juha Vuokila | Arbitrage : Manar Obeidat / Juha Vuokila |
| 13 h 15 (UTC+02:00) | Rapport    |         |        | Arbitrage : Manar Obeidat / Juha Vuokila | Arbitrage : Manar Obeidat / Juha Vuokila |

### Finale
| 5 septembre         | Ukraine       | 3 - 4   | Japon    | Arena Paris Sud 6, Paris                                 |                                                          |
| 19 h 30 (UTC+02:00) | Strelchyk (2) | (2 - 2) | Sano (2) | Arbitrage : Antonios Christodoulos / Romualdas Vaitiekus | Arbitrage : Antonios Christodoulos / Romualdas Vaitiekus |